# Шомуродов, Элдор Азаматович
Элдо́р Азама́тович Шомуро́дов (узб. Eldor Azamat o'g'li Shomurodov; род. 29 июня 1995, Джаркурган, Сурхандарьинская область) — узбекистанский футболист, нападающий итальянского клуба «Рома», играющий на правах аренды в «Истанбул Башакшехир» и капитан сборной Узбекистана. Лучший бомбардир в истории сборной Узбекистана.

## Клубная карьера
Родился 29 июня 1995 года в городе Джаркургане вблизи Термеза на границе с Афганистаном. Отец Азамат играл в командах низших лиг чемпионата Узбекистана, родной брат Санджар тоже играл в футбол. Наиболее известным родственником Эльдора Шомуродова является его дядя — Ильхом Шомуродов, нападающий сборной Узбекистана. Второй дядя, Отабек, тоже был футболистом.
Начал заниматься футболом с 6 лет. В 11 лет начал учиться в академии футбольного клуба «Машал» из города Мубарек, в 300 км к северу от Термеза. В 2014 году, в 19-летнем возрасте стал привлекаться в основную команду, и в том сезоне сыграл десять матчей, а «Машал» занял пятое место в чемпионате Узбекистана. Стал привлекаться в юношескую сборную Узбекистана.
В начале 2015 года перешёл в ташкентский «Бунёдкор», где играл до июня 2017 года. Сыграл в 96 матчах, забил 20 голов (в высшей лиге Узбекистана, Кубке Узбекистана и Лиге чемпионов АФК). Вместе с «Бунёдкором» стал финалистом Кубка Узбекистана и выиграл серебряные медали чемпионата Узбекистана.
По итогам 2015 года был назван среди номинантов на звание «Лучшего молодого футболиста Азии» в АФК, но в итоге победил соотечественник и ровесник Шомуродова — Достонбек Хамдамов.
В июле 2017 года перешёл в российский клуб «Ростов», с которым подписал контракт на 2,5 года. В чемпионате России дебютировал 30 июля 2017 года в гостевом матче третьего тура против «Амкара» (1:0) — вышел на замену на 88-й минуте. В конце мая 2019 года «Ростов» продлил контракт с Шомуродовым на три года, а 7 июня контракт был продлён на пять лет. В августе 2019 года был признан лучшим игроком месяца в Премьер-лиге. В сезоне 2019/20 забил 11 мячей в 28 матчах чемпионата России.
1 октября 2020 года перешёл в итальянский клуб «Дженоа». Сумма трансфера составила € 7,5 млн. Футболист подписал с клубом из Генуи контракт до лета 2024 года. Шомуродов стал вторым в истории узбекским футболистом в чемпионате Италии после Ильяса Зейтуллаева. 19 октября дебютировал в Серии А, выйдя в стартовом составе в матче против «Вероны» (0:0). 30 ноября во втором тайме домашнего матча Серии А против «Пармы» забил свой первый мяч за «Дженоа».
2 августа 2021 года перешёл в «Рому», сумма контракта составила 17,5 млн евро. 19 августа 2021 года Эльдор дебютировал за новый клуб в матче плей-офф квалификационного раунда Лиги конференции против «Трабзонспора», где забил свой первый гол, а встреча окончилась победой римлян (2:1).
27 июля 2023 года перешёл в итальянский клуб «Кальяри» на правах аренды (2023/24) за 1 миллион евро с правом выкупа за 9 миллионов евро. Вскоре после перехода получил травму. Восстановившись вновь вышел в основном составе в марте 2024 года и отметился двумя голами в ворота «Салернитаны».
Вернулся в «Рому» летом 2024 года после окончания аренды в «Кальяри».  С приходом Клаудио Раньери в ноябре стал получать больше игрового времени. Благодаря убедительной игре он стал важным игроком клуба  в Лиге Европы. 30 января 2025 года, в ходе 8-го (и последнего) дня группового этапа Лиги Европы УЕФА 2024/25, забил гол в ворота «Айнтрахта». В возрасте 29 лет он стал самым возрастным узбекским футболистом, отличившимся в клубных турнирах УЕФА. «Рома» одержала победу в этом матче со счётом 2:0. В чемпионате, он записал на свой счёт ещё 3 гола (в том числе в центральном матче против «Ювентуса», завершившемся домашней ничьей) и одну результативную передачу.  
10 июля 2025 года клуб «Истанбул Башакшехир» объявил о переходе Шомуродова на правах аренды. Сделка была оформлена до конца следующего сезона с опцией последующего выкупа. 

## Карьера в сборной
Сыграл несколько матчей за юношескую сборную Узбекистана. До 2016 года играл за молодёжную сборную. С 2015 года стал привлекаться в национальную сборную Узбекистана. Дебютный матч за национальную сборную сыграл 3 сентября 2015 года в матче против сборной Йемена в рамках к отборочному турниру к чемпионату мира 2018. Впоследствии стал одним из основных игроков сборной Узбекистана.

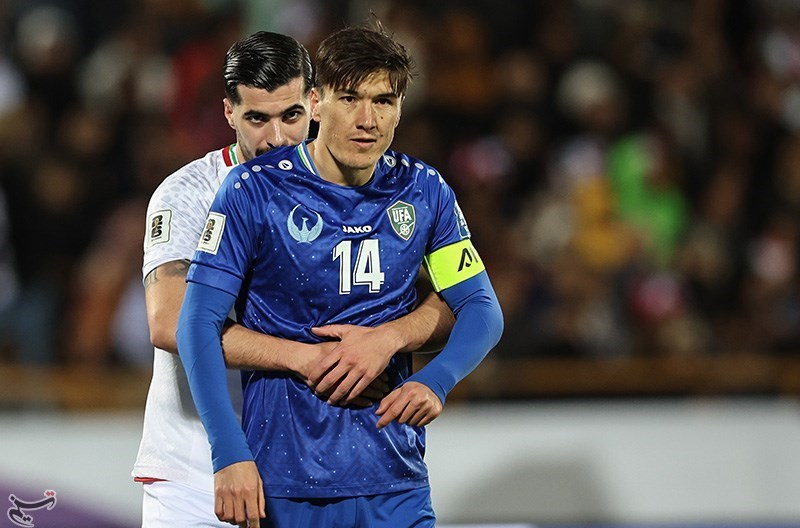
Шомуродов в составе сборной Узбекистана

В декабре 2018 года был включён в заявку на Кубок Азии 2019. 9 января в первом матче группового этапа против Омана отличился голом на 86-й минуте игры, забив победный мяч в матче (2:1). 13 января во втором матче группового этапа против Туркменистана отличился дважды на 24 и 42-й минутах игры. В итоге сборная Узбекистана победила туркменов со счётом 4:0. В третьем матче группового этапа, который состоялся 17 января, Узбекистан уступил Японии 1:2, единственный мяч своей команды на 40-й минуте забил Эльдор. В 1/8 финала сборная Узбекистана проиграла сборной Австралии по серии пенальти, основное и дополнительное время закончились вничью со счётом 0:0.
В составе олимпийской сборной Узбекистана он принял участие в Олимпийских играх в Париже 2024 года, забив первый гол за сборную на Олимпиаде.
Шомуродов вышел на первое место в списке лучших бомбардиров сборной после победы команды над Туркменистаном со счетом 2:0 в турнире CAFA Nations Cup. По состоянию на июнь 2025 года в его активе 41 гол за сборную в 80 матчах. У предыдущего обладателя рекорда Максима Шацких было 34 забитых мяча. 
В июне 2025 года вместе со сборной отрбрался в финальную часть Чемпионата мира по футболу 2026 года.  В квалификации Шомуродов провел 14 матчей, в которых забил четыре гола и отдал четыре результативные передачи (данные без оставшегося последнего матча отборочного турнира). 

## Статистика
| Выступление      | Выступление      | Выступление      | Лига | Лига | Кубки | Кубки | Суперкубок | Суперкубок | Международные | Международные | Итого | Итого |
| Клуб             | Лига             | Сезон            | Игры | Голы | Игры  | Голы  | Игры       | Голы       | Игры          | Голы          | Игры  | Голы  |
| ---------------- | ---------------- | ---------------- | ---- | ---- | ----- | ----- | ---------- | ---------- | ------------- | ------------- | ----- | ----- |
| Машал            | Высшая лига      | 2014             | 10   | 0    | 0     | 0     | 0          | 0          | 0             | 0             | 10    | 0     |
| Машал            | Итого            | Итого            | 10   | 0    | 0     | 0     | 0          | 0          | 0             | 0             | 10    | 0     |
| Бунёдкор         | Высшая лига      | 2015             | 25   | 7    | 0     | 0     | 0          | 0          | 4             | 0             | 29    | 7     |
| Бунёдкор         | Высшая лига      | 2016             | 27   | 10   | 0     | 0     | 0          | 0          | 7             | 2             | 34    | 12    |
| Бунёдкор         | Высшая лига      | 2017             | 14   | 1    | 0     | 0     | 0          | 0          | 6             | 1             | 20    | 2     |
| Бунёдкор         | Итого            | Итого            | 66   | 18   | 0     | 0     | 0          | 0          | 17            | 3             | 83    | 21    |
| Ростов           | Премьер-лига     | 2017/2018        | 18   | 2    | 2     | 0     | 0          | 0          | 0             | 0             | 20    | 2     |
| Ростов           | Премьер-лига     | 2018/2019        | 26   | 3    | 6     | 1     | 0          | 0          | 0             | 0             | 32    | 4     |
| Ростов           | Премьер-лига     | 2019/2020        | 28   | 11   | 2     | 0     | 0          | 0          | 0             | 0             | 30    | 11    |
| Ростов           | Премьер-лига     | 2020/2021        | 8    | 0    | 0     | 0     | 0          | 0          | 1             | 1             | 9     | 1     |
| Ростов           | Итого            | Итого            | 80   | 16   | 10    | 1     | 0          | 0          | 1             | 1             | 91    | 18    |
| Дженоа           | Серия А          | 2020/2021        | 31   | 8    | 1     | 0     | 0          | 0          | 0             | 0             | 32    | 8     |
| Дженоа           | Итого            | Итого            | 31   | 8    | 1     | 0     | 0          | 0          | 0             | 0             | 32    | 8     |
| Рома             | Серия А          | 2021/2022        | 28   | 3    | 1     | 1     | 0          | 0          | 11            | 1             | 40    | 5     |
| Рома             | Серия А          | 2022/2023        | 6    | 0    | 0     | 0     | 0          | 0          | 2             | 1             | 8     | 1     |
| Рома             | Серия А          | 2024/2025        | 13   | 1    | 2     | 1     | 0          | 0          | 5             | 1             | 20    | 3     |
| Рома             | Итого            | Итого            | 47   | 4    | 3     | 2     | 0          | 0          | 18            | 3             | 68    | 9     |
| → Специя         | Серия А          | 2022/2023        | 15   | 1    | 0     | 0     | 0          | 0          | 0             | 0             | 15    | 1     |
| → Специя         | Итого            | Итого            | 15   | 1    | 0     | 0     | 0          | 0          | 0             | 0             | 15    | 1     |
| → Кальяри        | Серия А          | 2023/2024        | 22   | 3    | 2     | 0     | 0          | 0          | 0             | 0             | 24    | 3     |
| → Кальяри        | Итого            | Итого            | 22   | 3    | 2     | 0     | 0          | 0          | 0             | 0             | 24    | 3     |
| Всего за карьеру | Всего за карьеру | Всего за карьеру | 271  | 50   | 16    | 3     | 0          | 0          | 36            | 7             | 323   | 60    |

## Достижения

### Командные
«Рома»
- Победитель Лиги конференций УЕФА: 2021/22
- Финалист Лиги Европы УЕФА: 2022/23

### Личные
- Футболист года в Узбекистане (2): 2019, 2021
- В списке 33 лучших футболистов чемпионата России: № 3 — 2019/20
- Лучший футболист месяца в РПЛ: август 2019
- Лучший игрок месяца в «Роме»: февраль  2025[20]
- Чемпион Средней Азии по футболу среди юниоров
- Лучший бомбардир в истории сборной Узбекистана
- Узбекистон ифтихори (6 июня 2025 года) — за большой вклад в развитие и широкую популяризацию спорта в нашей стране, утверждение здорового образа жизни в обществе, проявленные истинное мужество и стойкость, образец высокого профессионализма и целеустремленности в отборочных турнирах среди сильнейших команд Азии по футболу и впервые в истории нашей Родины завоевание путёвки на чемпионат мира, ставшее большой победой, активное участие в деле приумножения славы Нового Узбекистана в мировом масштабе, воспитания молодого поколения в духе любви к Родине, национальной гордости и патриотизма[21]